# رود بوگ
رود بوگ رودی به طول ۷۷۴ کیلومتر است که از استان لووف، اوکراین سرچشمه میگیرد و کشور لهستان به رود نارف که خود یکی از شاخه‌های رود ویستولا می‌ریزد. 
این رود به طول ۱۸۵ کیلومتر به‌عنوان بخشی از مرز اوکراین و لهستان و همچنین کل مرز بلاروس و لهستان به طول ۱۷۸ کیلومتر را تشکیل میدهد.

## نگارخانه

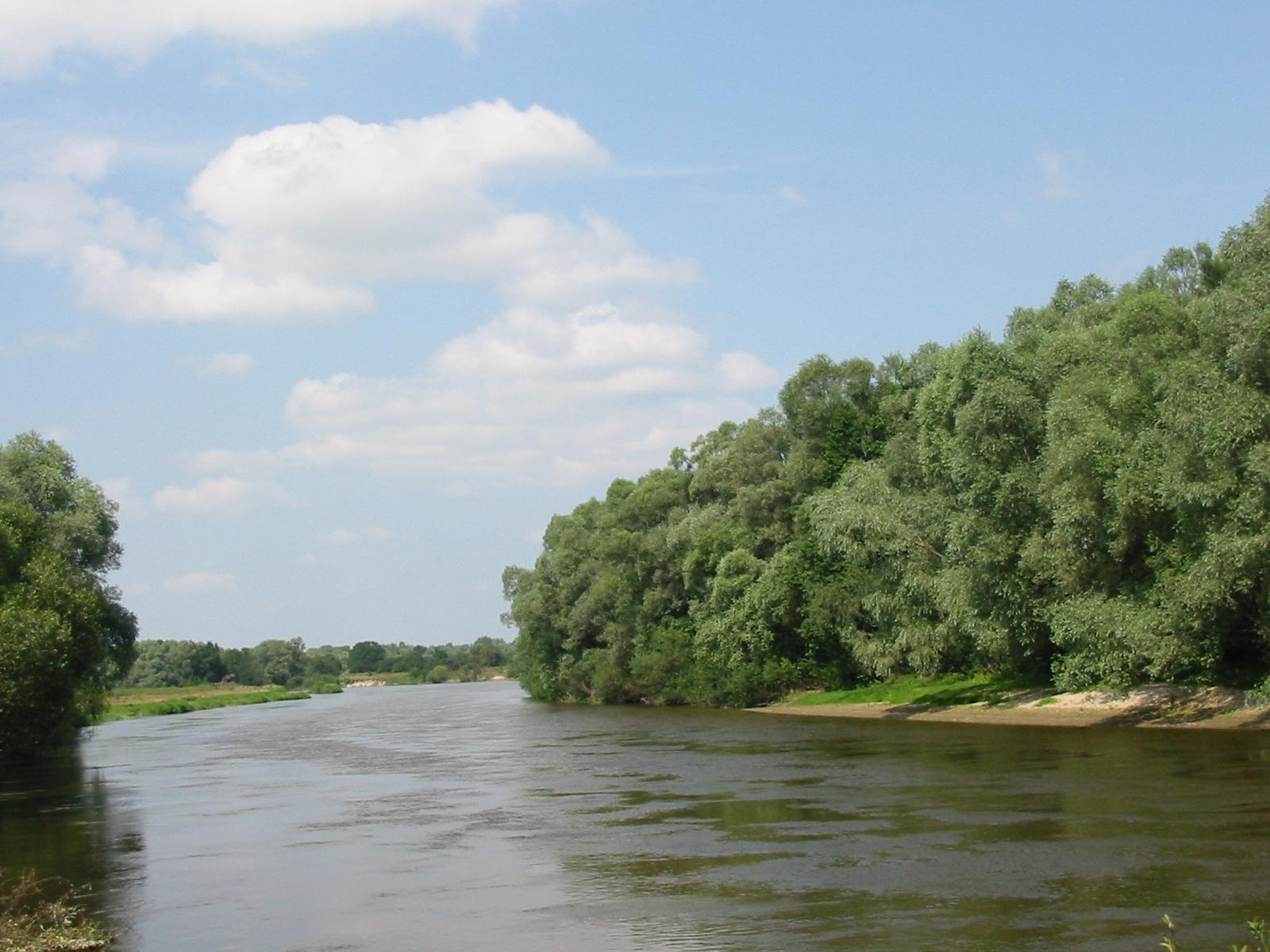
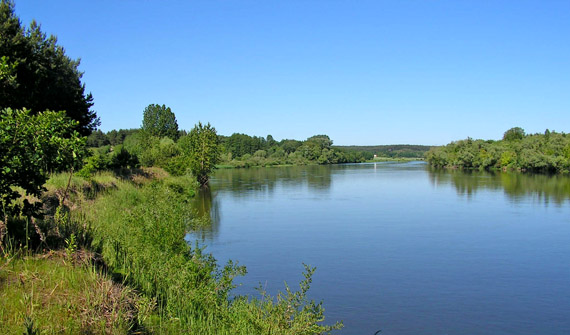
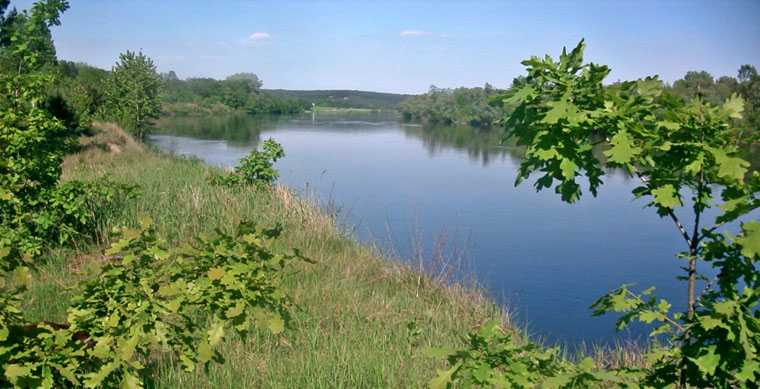
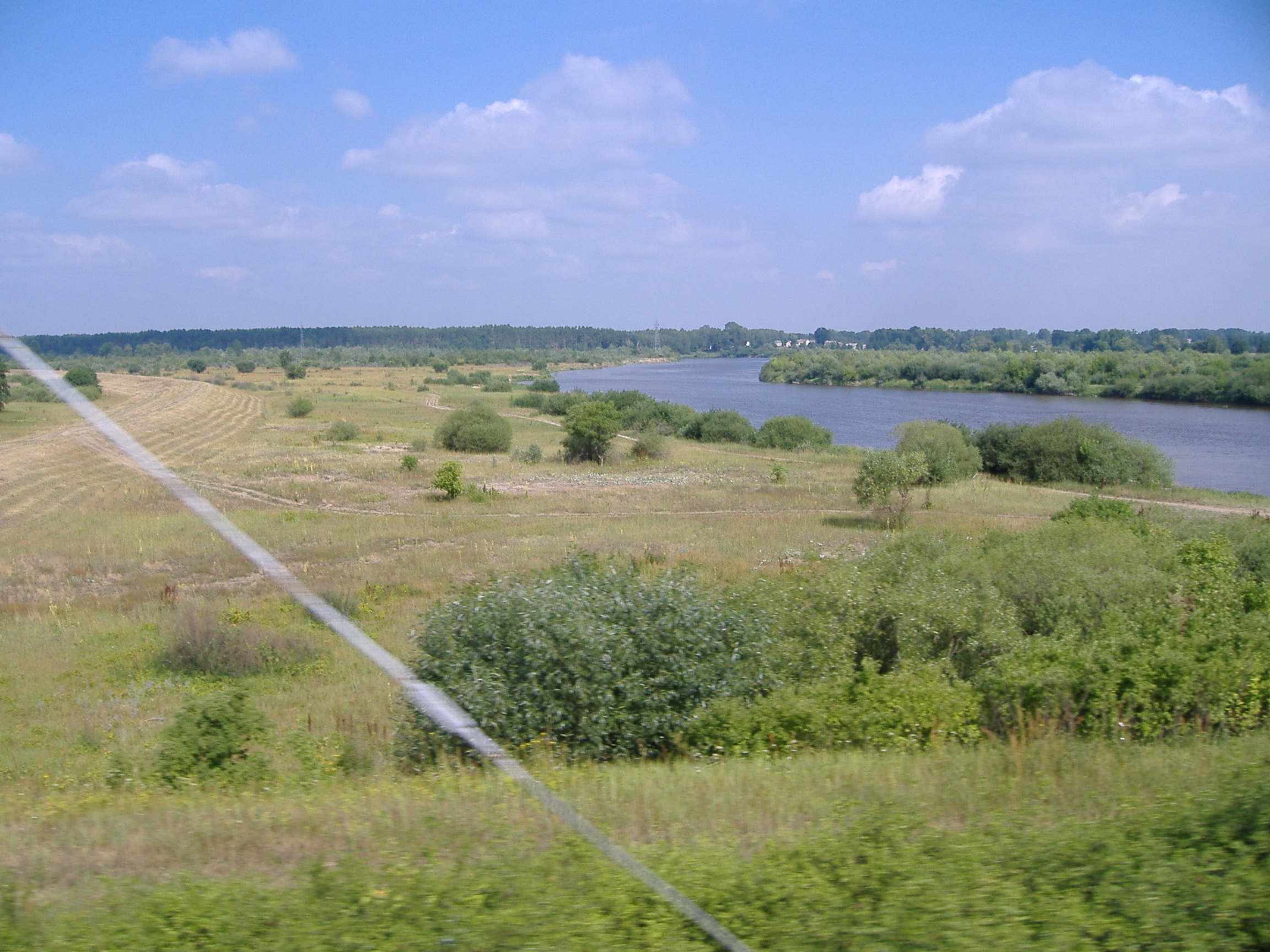
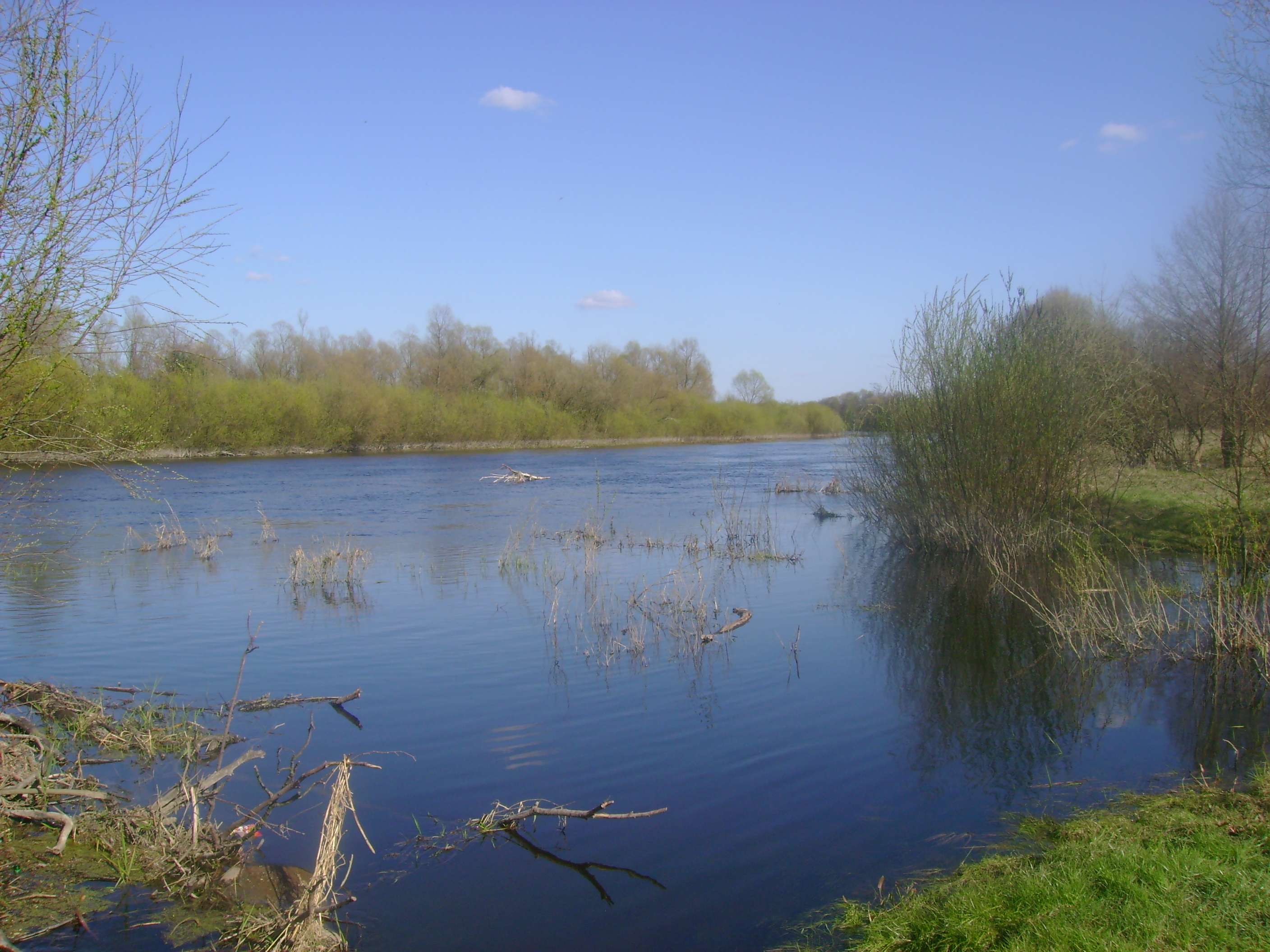